# Schmalzkoch

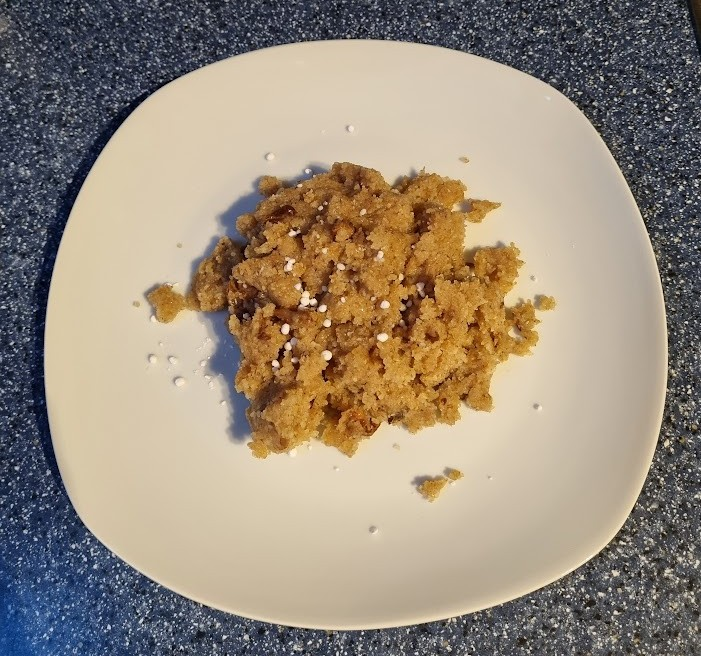
Schmalzkoch

Schmalzkoch ist ein aus Grieß gekochter Brei, der mit Milch, Zimt und Rosinen als Süßspeise zubereitet wird. Im Gegensatz zu Grießbrei wird für Schmalzkoch als Grießsorte sogenannter „Holzhackergrieß“ verwendet. Holzhackergrieß (auch Vollweizen- oder Vollkorngrieß genannt) ist ein grober Weizengrieß. Im Gegensatz zu herkömmlichem Grieß wird Vollkorngrieß nicht nur aus dem geschälten Korn gemahlen, sondern es werden auch Teile der Schale und des Keims wieder zugegeben, was zu einem höheren Mineralstoffgehalt des Produkts führt.
In Teilen des Oberen Mürztals wird das Schmalzkoch traditionell am 1. November – dem Allerheiligentag – gegessen. In früheren Zeiten gab es dieses Gericht in diesen ländlichen Regionen bis zu einer Woche nach Allerheiligen und wurde in diesem Zeitraum auch allen Gästen dargeboten.

## Namensgebung
Die Bezeichnung Schmalzkoch kommt daher, dass der Brei früher auch mit Schmalz oder heute noch mit Butterschmalz zubereitet wird.
Der Begriff Koch bezeichnet eine typisch österreichische Spezialität aus dem ländlichen Raum, nämlich ein bestimmtes fettreiches, breiartiges Gericht aus Mehl oder Grieß. Neben dem Schmalzkoch sind das Almkoch, das Rahmkoch oder das Apfelkoch weitere Beispiele für diese Art von Gericht.